# 東京ウエストインターナショナルスクール
東京ウエストインターナショナルスクール（とうきょうウエストインターナショナルスクール、英語: Tokyo West International School）は、東京都八王子市にある、幼稚部と小中学部を併設するインターナショナル・スクール。

## 沿革
2010年4月に加藤義範によって、東京都立川市柴崎に開設された。
同年11月に立川市砂川町へ移転し、さらに2015年4月に八王子市梅坪町の現校地に移転して、中学部・幼稚部を新設した。

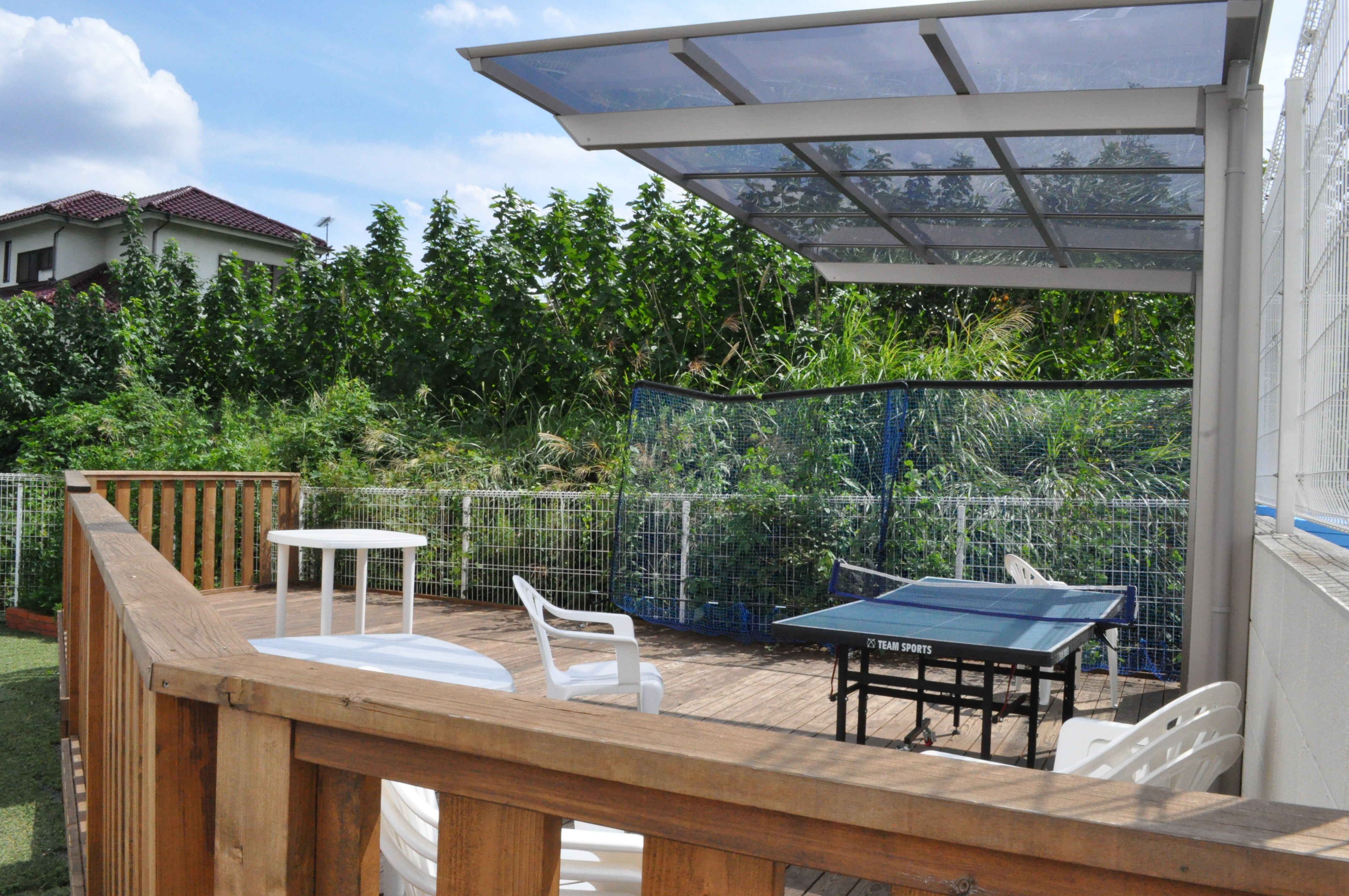
TWIS table tennis deck

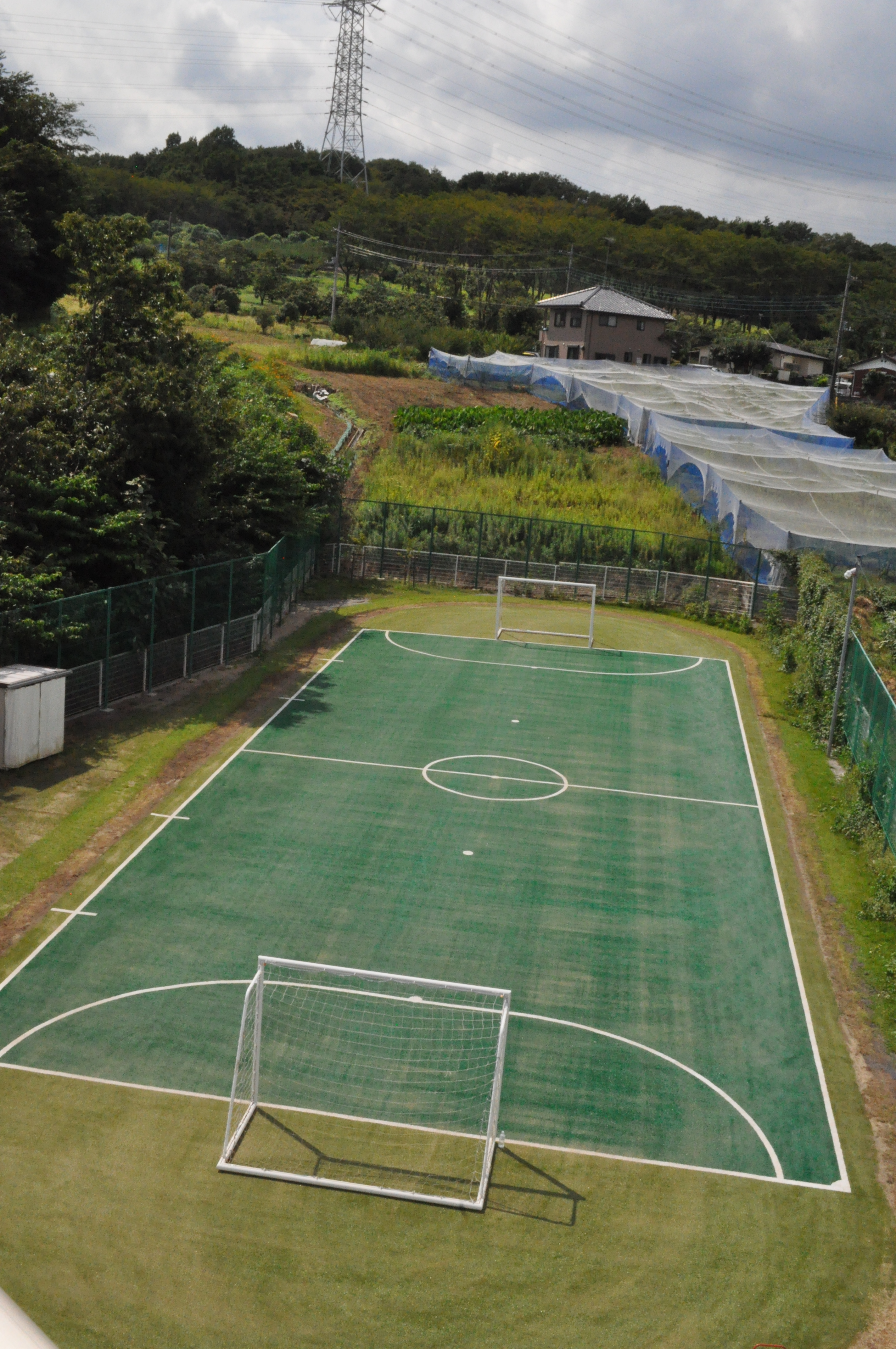
TWIS outdoor playground

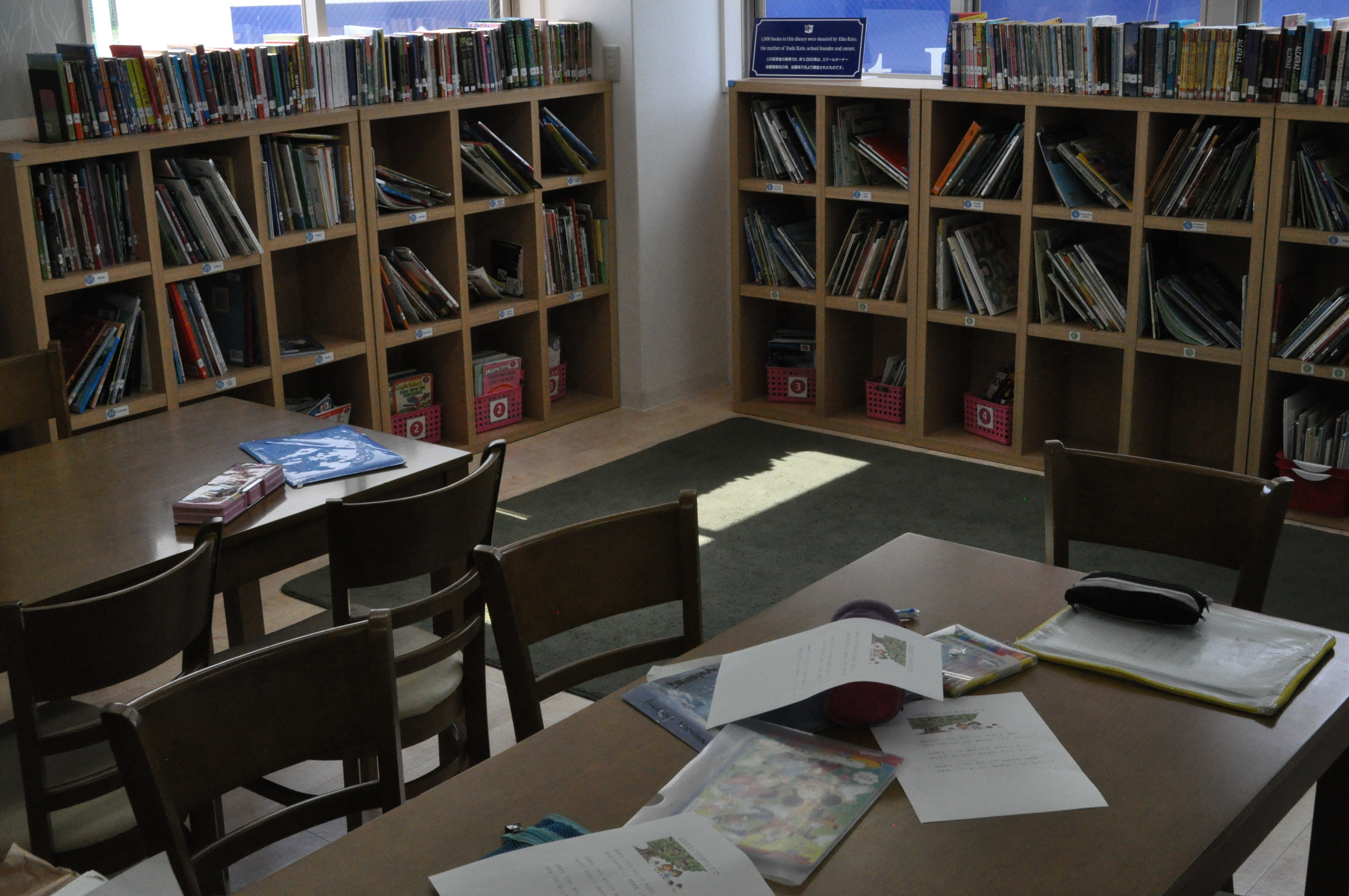
TWIS library

## パートナー校
同校のパートナー校は、次の２校のみである。
- 東京都立川市　グローバルステップアカデミーインターナショナルスクール（英語：GLOBAL STEP ACADEMY INTERNATIONAL SCHOOL）
- 神奈川県大和市　セントラルフォレストインターナショナルスクール（英語：Central Forest International School）

なお、東京都立川市にあるくにたちキッズインターナショナルスクールは、同校の姉妹校であった。
現在、姉妹校ではないため、くにたちキッズインターナショナルスクールから東京ウエストインターナショナルスクールに進学する場合は、一般受験をする必要がある。

## 認定
2014年1月に、アメリカ合衆国の国際教育認定組織である AdvancED（アドバンス・イーデー）の認定をうけている。